# Hessenbergmatrix
In de lineaire algebra is een hessenbergmatrix is een vierkante matrix waarin
- ofwel alle elementen onder de eerste benedendiagonaal gelijk zijn aan nul, men noemt dit een boven-hessenbergmatrix
- ofwel alle elementen boven de eerste bovendiagonaal gelijk zijn aan nul. Men noemt dit een beneden-hessenbergmatrix.

In de regel bedoelt men met een hessenbergmatrix een boven-hessenbergmatrix. Hessenbergmatrices zijn naar de Duitse wiskundige Karl Hessenberg 1904-1959 genoemd.
Voor een boven-hessenbergmatrix {\displaystyle h} geldt:
{\displaystyle h_{ij}=0} voor alle {\displaystyle i>j+1}.
Voor een beneden-hessenbergmatrix {\displaystyle h} geldt:
{\displaystyle h_{ij}=0} voor alle {\displaystyle j>i+1}.

## Voorbeeld
{\displaystyle {\begin{bmatrix}1&4&2&3\\3&4&1&7\\0&2&3&4\\0&0&1&3\\\end{bmatrix}}}
is een boven-hessenbergmatrix;
{\displaystyle {\begin{bmatrix}1&2&0&0\\5&2&3&0\\3&4&3&7\\5&6&1&1\\\end{bmatrix}}}
is een beneden-hessenbergmatrix.

## Eigenschappen
De getransponeerde matrix van een beneden-hessenbergmatrix is een boven-hessenbergmatrix en vice versa.
De matrixvermenigvuldiging van een hessenbergmatrix met een driehoeksmatrix is ook een hessenbergmatrix: als {\displaystyle A} een boven-hessenbergmatrix is en {\displaystyle T} een bovendriehoeksmatrix, dan zijn {\displaystyle AT} en {\displaystyle TA} boven-hessenbergmatrices.
Een bandmatrix is een matrix die zowel een boven- als een beneden-hessenbergmatrix is. 

## Toepassing
Hessenbergmatrices kunnen bij de berekening van de eigenwaarden en eigenvectoren van een matrix worden gebruikt. Hessenberg introduceerde de naar hem genoemde matrices in 1940 in een rapport van het Institut für Praktische Mathematik in Darmstadt met de titel Behandlung linearer Eigenwertaufgaben mit Hilfe der Hamilton-Cayleyschen Gleichung. Zijn methode werd later door James Hardy Wilkinson gegeneraliseerd in zijn boek The Algebraic Eigenvalue Problem uit 1965.
In het 'QZ-algoritme' van Moler en Stewart voor de oplossing van algemene eigenwaardeproblemen {\displaystyle Ax=\lambda Bx}, met {\displaystyle A} en {\displaystyle B} vierkante matrices, worden met behulp van orthogonale matrices in de eerste stap {\displaystyle A} tot een boven-hessenbergmatrix en {\displaystyle B} tot een bovendriehoeksmatrix herleid.